# Aeroportul Paris–Beauvais
Aeroportul Paris-Beauvais (în franceză Aéroport de Beauvais-Tillé) (IATA: BVA, ICAO: LFOB) este cunoscut ca fiind al 3-lea aeroport al capitalei Franței, iar acesta este situat in Nordul Franței la 85 km de Paris.

## Facilități

### Turnul de control
Un nou turn de control este în construcție pentru al înlocui pe cel vechi din 1962. Acesta va fi funcțional la sfârșitul lui 2017.

### Pista
Pista principală, 12/30, are un Sistem de aterizare instrumentală de categoria a III-a pentru pista 12 și unul de categoria I pentru pista 30 plus un indicator de precizie pentru traiectoria de apropiere. Acesta ajută avioanele să aterizeze dacă este vreme rea cu vizibilitate sub 200m.

## Companii aeriene
| Companii Aeriene | Destinații                                                  | Terminal |
| ---------------- | ----------------------------------------------------------- | -------- |
| Air Moldova      | Chișinau                                                    | 1        |
| Blue Air         | București, Iași, Larnaca                                    | 1        |
| Ryanair          |                                                             | 1, 2     |
| Volotea          | Sezonier: Ajaccio (începând din 8 aprilie 2017)             | 2        |
| Wizz Air         | Belgrade, București, Cluj Napoca, Craiova, Debrecen, Gdańsk | 1, 2     |